# Geliebte Katze
Geliebte Katze ist ein monatliches Magazin für Katzenfreunde aus dem Verlag Ein Herz für Tiere Media GmbH.
Die Zeitschrift wird zusammen mit den anderen Ein-Herz-für-Tiere-Ablegern, Partner Hund, CATStoday und DOGStoday vom Verlag crossmedial vermarktet.
Die Leserschaft ist zu 72 % weiblich.